# Andira spectabilis
Andira spectabilis là một loài thực vật có hoa trong họ Đậu. Loài này được Saldanha miêu tả khoa học đầu tiên.